# Trans-aconitato 3-metiltransferasi
La trans-aconitato 3-metiltransferasi è un enzima appartenente alla classe delle transferasi, che catalizza la seguente reazione:
S-adenosil-L-metionina + trans-aconitato ⇄ S-adenosil-L-omocisteina + (E)-2-(metossicarbonilmetil)butenedioato
L'enzima catalizza anche la formazione del metil monoestere del cis-aconitato, isocitrato e citrato, ma più lentamente. Mentre l'enzima di Saccharomyces cerevisiae genera (E)-2-(metossicarbonilmetil)butenedioato come prodotto, quello di Escherichia coli genera (E)-3-(metossicarbonil)-pent-2-enedioato ed è quindi classificato come un enzima separato con il nome di trans-aconitato 2-metiltransferasi (numero EC 2.1.1.144).